# Sie ściemnia
Sie ściemnia – piąty album studyjny zespołu Maanam wydany w 1989 przez wytwórnię Pronit.
Marek Jackowski o albumie:

„Płyta została nagrana w okresie, kiedy Maanam był właściwe rozwiązany. Mieliśmy jeszcze pewne zobowiązania kontraktowe, mieliśmy trasę w RFN i koncerty w Londynie... W tej sytuacji musiałem wynająć muzyków i zmontować nowy skład. Uważałem też, że - niezależnie od sytuacji- trzeba coś nagrać. Z drugiej strony biorąc - jak sam tytuł wskazuje - był to dla mnie najgorszy okres. Co oznaczało, że człowiek prawie cały czas był na bani. Ta płyta ma na pewno inną atmosferę, to słychać. Ale akurat z tymi muzykami wtedy się przyjaźniłem. Można dostrzec u Kory coś przejmującego w śpiewie. To była płyta rodząca się w dużych bolach. (...) Dla wielu ludzi 'Się ściemnia' jest najlepszą płytą Maanamu.”

{{Cytat}} Brakujące pola: treść. Przestarzałe pola: 1.
Kamil Sipowicz:

„Płyta nagrana w „czyśćcowym okresie "Maanamu”. Właściwie z muzykami sesyjnymi: Joriadisem, Ciempielem i Dominikiem. Pomagał Soyka. Płyta niedoceniana. Dla wielu najlepsza z całej dotychczasowej działalności zespołu. Animowany teledysk Mariana Cholerka „Sie ściemnia” był pierwszym polskim teledyskiem emitowanym w MTV”.

{{Cytat}} Brakujące pola: treść. Przestarzałe pola: 1.

## Lista utworów
strona 1
1. „For your love” (muz. M. Jackowski – sł. O. Jackowska) – 4:10
2. „Caliope” (muz. M. Jackowski – sł. O. Jackowska) – 4:55
3. „Bądź taka nie bądź taka” (muz. M. Jackowski – sł O. Jackowska) – 4:29
4. „Kadyks” (muz. M. Jackowski – sł. O. Jackowska) – 4:27
5. „Życie za życie (Gdy skrzywdzisz mnie)” (muz. M. Jackowski – sł. O. Jackowska) – 5:19

strona 2
1. „Lata dziecinne (Płynny żar)” (muz. M. Jackowski – sł. O. Jackowska) – 4:06
2. „Sie ściemnia” (muz. M. Jackowski – sł. O. Jackowska) – 5:40
3. „Jedyne prawdziwe tango Maanam” (muz. M. Jackowski – sł. O. Jackowska) – 4:02
4. „Wszystko w porządku więc od początku” (muz. M. Jackowski, M. Ciempiel, K. Joriadis, K. Dominik) – 2:51

## Skład
- Olga Jackowska – śpiew
- Marek Jackowski – gitary
- Kostek Joriadis – chórki, instrumenty klawiszowe, trąbka
- Krzysztof Dominik – perkusja
- Marcin Ciempiel – gitara basowa
- Neil Black – gitary
- Marek Wilczyński – Emax sampler, instrumenty perkusyjne

Gościnnie
- Stanisław Sojka – śpiew w "Bądź taka nie bądź taka"

Personel
- Andrzej Martyniak – realizacja dźwięku
- Witold Popiel – projekt graficzny
- Szymon i Kamil Sipowicz – rysunki